# Tončka (ime)
Tončka je žensko osebno ime.

## Izpeljanke imena
Tona, Tonica, Tončica, Tončika, Toni, Tonija, Tonika, Tonina, Tonja, Tonka, Tonkica, Tonuška

## Izvor imena
Ime Tončka je skrajšana in s sufiksom -čka tvorejena  oblika imena Antonija.

## Pogostost imena
Po podatkih Statističnega urada Republike Slovenije je bilo na dan 31. decembra 2007 v Sloveniji 360 oseb z imenom Tončka. Ostale oblike imena, ki so bile na ta dan tudi v uporabi: Tonica(8), Tonija(7), Tonika(7), Tonja(97),Tonka(65).

## Osbni praznik
Tončka je koledarsko uvrščena ki imenu Antonija oziroma k imenu Anton; god praznuje 17. januarja (Anton Puščavnik) ali 13. junija (Anton Padovanski).

## Znane osebe
- Tončka Čeč, partizanka in narodna herojinja